# ديف إدواردز (لاعب كرة قاعدة)
ديف إدواردز (بالإنجليزية: Dave Edwards)‏ هو لاعب كرة قاعدة أمريكي، ولد في 24 فبراير 1954 في لوس أنجلوس في الولايات المتحدة.

## وصلات خارجية
- ديف إدواردز على موقعبيزبول رفرنس.كوم (الدوري الرئيسي) (الإنجليزية)
- ديف إدواردز على موقعبيزبول رفرنس.كوم (الدوري الثانوي) (الإنجليزية)
- ديف إدواردز على موقع مشجعي الرسوم البيانية (الإنجليزية)